# Aisling (voornaam)
Aisling (uitspraak Asjljing) is een Keltische meisjesnaam. De naam wordt als volgnaam ook aan jongens gegeven. De betekenis van de naam is droom of visioen. De naam is in Nederland zeldzaam.
De naam werd in Nederland in 2010 een keer gegeven. De naam werd in 2011 niet gegeven. Wel werden er varianten op de naam gegeven, Aislinn en Aislynn.
Bekende naamdragers zijn bijvoorbeeld de Ierse filmregisseuse Aisling Walsh en de Belgische hockeyster Aisling D'Hooghe.